# 诺奥尔普尔
诺奥尔普尔（Noorpur），是印度北方邦Bijnor县的一个城镇。总人口33580（2001年）。

## 人口
该地2001年总人口33580人，其中男性17381人，女性16199人；0—6岁人口6449人，其中男3337人，女3112人；识字率56.58%，其中男性为64.48%，女性为48.11%。